# Новотираспольський
Новотираспольський (рум. Tiraspolul Nou) — до грудня 2008 року селище міського типу в Придністровській Молдавській Республіці, підпорядковане Тираспольській міській Раді (за законами республіки Молдови — місто).
«У зв'язку з фактичним злиттям селища з містом, з метою оптимізації їхніх органів керування» 1 грудня 2008 року Президент ПМР Ігор Смирнов підписав Указ про об'єднання селища Ново-Тираспольський з містом Тирасполем в один населений пункт — місто Тирасполь.
Згідно з пунктом 2 Указу Міністерству природних ресурсів й екологічного контролю, Міністерству інформації й телекомунікацій необхідно виключити селище Новотираспольський з облікових даних і Державного реєстру «Адміністративно-територіальний устрій Придністровської Молдавської Республіки».
Станом на 2004 рік у селі проживало 31,5% українців.